# Jintotolo-Kanal
Der Jintotolo-Kanal ist eine Meeresstraße im philippinischen Archipel und verbindet die Visayas-See im Osten mit der Sibuyan-See im Westen. 
Im Norden befindet sich die Insel Masbate, im Süden Panay. Im Kanal selbst liegen im Norden die Insel Jintotolo und weiter südlich die drei kleinen Zapatos-Inseln. Im Süden bildet die Pilar-Bucht eine große Meeresausbuchtung.
Der ungefähr 40 km breite Kanal ist eine wichtige Schifffahrtsstraße, die durch einen Leuchtturm auf der Insel Jintotolo gesichert wird. Er wurde in den 1890er Jahren erbaut und zeigt alle 10 Sekunden drei weiße Blitze.

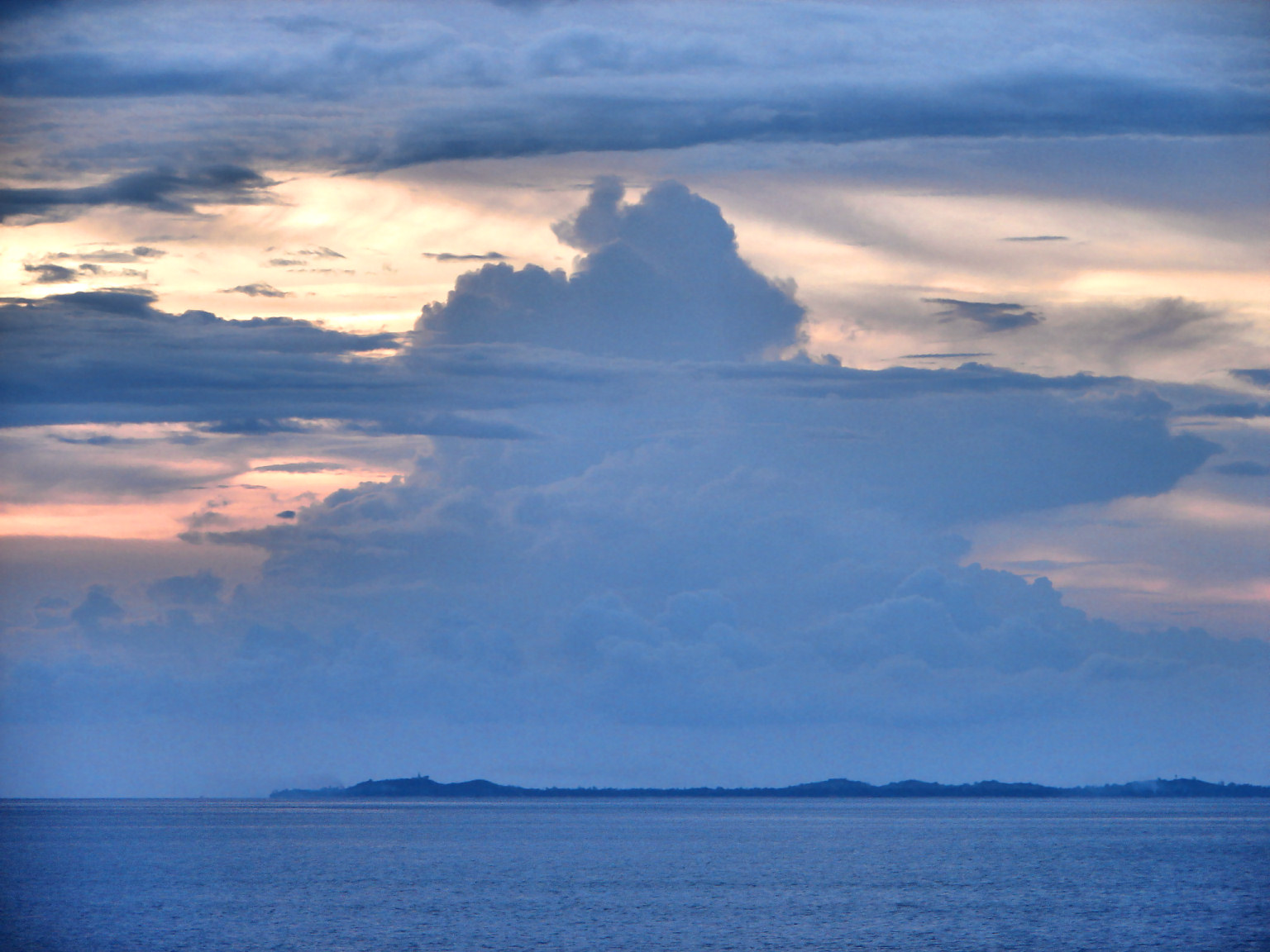
Die Insel Jintotolo vom Jintotolo-Kanal aus gesehen

Karte mit dem Jintotolo-Kanal westlich der Visayas-See